# Ischnopteris chloroclystata
Ischnopteris chloroclystata är en fjärilsart som beskrevs av Achille Guenée 1858. Ischnopteris chloroclystata ingår i släktet Ischnopteris och familjen mätare. Inga underarter finns listade i Catalogue of Life.